# Ukrajinská Helsinská skupina
Ukrajinská Helsinská skupina (Українська Гельсінська група, UGG), známá také jako Ukrajinská veřejná skupina na podporu provádění Helsinských dohod, bylo sdružení ukrajinských aktivistů za lidská práva, které vzniklo v Ukrajinské SSR. 9. listopadu 1976 a bylo aktivní do roku 1981, kdy byli všichni členové uvězněni. Podle odhadu Vasyla Ovsienka se na činnosti skupiny podílelo celkem 41 osob, z nichž 39 bylo sovětskými úřady odsouzeno do vězení a táborů přímo za členství ve sdružení. Celkem strávili ve věznicích, psychiatrických léčebnách a ve vyhnanství nebo exilu asi 550 let. Čtyři z nich (Olexa Tychyj, Jurij Lytvyn, Valerij Marčenko a Vasyl Stus) ve vězení zemřeli, Mychajlo Melnyk ještě před zatčením spáchal sebevraždu. Podle Memoranda vydaného UGG tvořili Ukrajinci na přelomu 70. a 80. let největší část všech politických vězňů SSSR, odhadem 60-70 %.

## Založení UGG
Ukrajinská Helsinská skupina vznikla krátce po založení Moskevské Helsinské skupiny (12. května 1976), na které se podílel generál Petro Hryhorenko. Ten oslovil kyjevského Mykolu Rudenka a navrhl založení podobné skupiny na Ukrajině. Mykola Rudenko v září 1976 konzultoval s Oksanou Meško a spolu s Hryhorenkem a Berdnykem navštívili Levka Lukjanenka, který se právě vrátil po 15 letech věznění, byl pod stálým dohledem KGB a nesměl vycestovat z Černihivu. První skupinu deseti odvážných tvořili dále Ivan Kandyba, Olexa Tychyj, Nina Strokata Karavanska, Mykola Matusevyč a Myroslav Marynovyč. Založení Ukrajinské Helsinské skupiny bylo vyhlášeno 9. listopadu 1976. Petro Hryhorenko byl zástupcem skupiny v Moskvě. Sekretářkou UGG byla až do zatčení roku 1981 Raisa Rudenko.

## Zakládající členové
1. Mykola Rudenko (vedoucí skupiny)
2. Oles Berdnyk (v pořadí druhý předseda)[7]
3. Petro Hryhorenko
4. Ivan Kandyba
5. Levko Lukjanenko
6. Oksana Meško
7. Mykola Matusevyč
8. Myroslav Marynovyč
9. Nina Strokata Karavanska
10. Olexa Tychyj[8]

## Účel a aktivity
Základem pro vytvoření UGG byla ustanovení o lidských právech obsažená v Závěrečném aktu Konference o bezpečnosti a spolupráci v Evropě přijatém roku 1975 v Helsinkách. Podle zakládajícího prohlášení UGG je jejím účelem podporovat provádění ustanovení Závěrečného aktu na Ukrajině:
- shromažďovat důkazy o porušení těchto ustanovení a stížnosti obětí
- upozornit širší ukrajinskou i mezinárodní veřejnost a vlády států, které podepsaly Závěrečný akt, na porušování lidských a národnostních práv na Ukrajině.

Cílem UGG je také seznámit ukrajinské občany s Deklarací lidských práv přijatou OSN roku 1948, usilovat u úřadů o uplatnění práva na svobodnou výměnu informací a myšlenek, akreditaci zástupců zahraničního tisku na Ukrajině, zřízení nezávislých tiskových agentur, přímý kontakt Ukrajiny s jinými zeměmi. Pro splnění těchto úkolů navázala UHG kontakty se svými korespondenty a spolupracovníky v různých částech Ukrajiny, jakož i s dalšími helsinskými skupinami (arménskou, gruzínskou, litevskou, ruskou), shromáždila stovky dokumentů svědčících o porušování lidských a národnostních práv ze strany úřadů a ve svých prohlášeních, memorandech, výzvách a protestech na ně upozorňovala různé mezinárodní kruhy, jakož i orgány SSSR.
UGG bránila osoby pronásledované pro jejich víru, poskytovala jim morální a právní pomoc. Od druhé poloviny 70. let 20. století UGG byla v Ukrajinské SSR aktivním mluvčím snah ukrajinského lidu o politickou a sociální svobodu a státní nezávislost v rámci platných sovětských právních předpisů a mezinárodních smluv. Platforma UGG pro lidská práva se stala mobilizačním a účinným prostředkem pro aktivizaci veřejnosti a obhajobu ukrajinských národních zájmů ve stávajících podmínkách v SSSR a ve světě.
V Memorandu č. 1 UGG (listopad - prosinec 1976) se uvádí: "Od prvních let Stalinovy diktatury genocidy a etnocidy... Ukrajinský národ, který po mnoho staletí nepoznal hlad, přišel v roce 1933 o více než 6 milionů lidí, kteří zemřeli hlady. Byl to národní hladomor uměle vyvolaný úřady: obilí bylo odebíráno do posledního zrnka, dokonce i kamna a hospodářská stavení byla ničena při hledání ukrytého obilí. Připočteme-li k tomu miliony "rozkulačených" lidí, kteří byli i s rodinami odvezeni na Sibiř, kde zemřeli se svými rodinami, pak za pouhé tři roky (1930-1933) napočítáme nejméně deset milionů Ukrajinců, kteří byli záměrně vyhlazeni hladem. To představovalo čtvrtinu ukrajinského obyvatelstva".

## Represe proti UGG a reakce v zahraničí
Výbor státní bezpečnosti SSSR použil proti UGG brutální represe. Roku 1977 byli zakládající členové UGG M. Rudenko, O. Tychyj, L. Lukjanenko, M. Marynovyč, M. Matusevyč zatčeni a vzápětí nebo v následujícím roce odsouzeni k nejvyššímu trestu, který zákon povoluje (článek 62 Trestního zákoníku Ukrajinské SSR - "protisovětská agitace a propaganda"), od 7 do 10 let vězení a 5 let vyhnanství. Celkem 17 členů UGG sloužilo svůj trest ve speciálním pracovním táboře Perm 36, kde bylo po roce 1995 zřízeno muzeum.
V listopadu 1976 byl ve Spojených státech založen Výbor helsinských záruk pro Ukrajinu, v jehož čele stál A. Zvarun. Uspořádal řadu demonstrací na revizních helsinských konferencích v Bělehradě (1977), Madridu (1980) a Vídni (1986), kde požadoval začlenění Ukrajiny do helsinského procesu a obhajoval uvězněné členy Helsinské skupiny. Obzvláště aktivně se podílely na přitahování mezinárodní pozornosti k této skupině Helsinský výbor Amerického ukrajinského kongresového výboru, Světový kongres svobodných Ukrajinců a Američané za lidská práva na Ukrajině.
Po zatčení zakládajících členů se v letech 1977-1978 k UGG připojili noví členové:
1. Petro Vins
2. Vitaly Kalynyčenko
3. Vasyl Strilciv
4. Petro Sičko
5. Vasyl Sičko
6. Vasyl Ovsienko
7. Jurij Lytvyn

V roce 1979 byli zatčeni Oles Berdnyk, Petro Sičko, Vasyl Sičko, Jurij Lytvyn a Vasyl Ovsienko během hromadného zatýkání disidentů před zahájením Olympijských her v Moskvě roku 1980.
Od roku 1979 se novými členy UGG stali:
1. Vasyl Stus
2. Vjačeslav Čornovil
3. Mychajlo Horyn
4. Zenovij Krasivskij
5. Jaroslav Lesiv
6. Volodymyr Malynkovyč
7. Petro Rozumnyj
8. Ivan Sokulskij
9. Stefanija Šabatura
10. Olha Hejko-Matusevyč
11. Mykola Horbal
12. Josyf Zisels
13. Mychajlo Melnyk - učitel z obce Pohreby, Brovarský rajón, Kyjevská oblast, spáchal před svým zatčením 10. března 1979 sebevraždu.
14. Svjatoslav Karavanskij - k členství se přihlásil v únoru roku 1979 během věznění v pracovním táboře Sosnovka v Mordvinsku. Po emigraci do USA působil v jejím zahraničním zastoupení spolu se svou ženou Ninou Strokatou Karavanskou.
15. Bohdan Rebryk členem se stal roku 1979 během věznění v pracovním táboře V Mordvinsku

Na jaře 1979 byla v táborech politických vězňů v Mordvinsku vytvořena skupina na podporu plnění Helsinských dohod ve věznicích, jejímiž členy byli mimo jiné někteří členové UGG (L. Lukjanenko, M. Rudenko, O. Tychyj) a další političtí vězni z Ukrajinské SSR: Svjatoslav Karavanskij, Oksana Popovyč, Bohdan Rebryk, patriarcha kyjevský Volodymyr Romanyuk, Iryna Senyk, Danylo Šumuk, Jurij Šuchevyč.
P. Hryhorenko dostal roku 1977 povolení odjet na léčení do Spojených států a poté byl zbaven občanství SSSR. Petro Vins, N. Strokata, Volodymyr Malynkovyč a S. Karavanskij mohli také odjet do zahraničí.
Na základě plné moci od UGG bylo vytvořeno zahraniční zastoupení UGG, které tvoří: P. Hryhorenko, Leonid Pljušč a Nadija Svitlyčna, která se ke skupině připojila ve Spojených státech, a vydávala časopis Visnyk represii na Ukraïni. Jednala v režii programu UGG, vystupovala navenek na obranu lidskoprávního hnutí v Ukrajinské SSR, udržovala kontakty s různými mezinárodními organizacemi (Amnesty International, odbory, zástupci lidskoprávních skupin ostatních národů SSSR v zahraničí).
V letech 1979-1980 se v Ukrajinské SSR zintenzivnil teror, zejména proti členům UGG, a Vjačeslav Čornovil byl potřetí zatčen. Oksana Meško byla uvězněna v psychiatrickém zařízení, Vasyl Stus, O. Hejko-Matusevyč, Vitaly Kalynyčenko, Vasyl Strilciv byli zatčeni. V těchto letech byli další členové UGG odsouzeni na 2 až 10 let v táborech a 3 až 5 let ve vyhnanství: Oles Berdnyk, O. Hejko-Matusevyč, M. Horbal, V. Kalynyčenko, Z. Krasivskij, Jaroslav Lesiv, Jurij Lytvyn, Vasyl Ovsienko, Petro Rozumnyj, Petro Sičko a Vasyl Sičko, Vasyl Strilciv, Vasyl Stus, Vjačeslav Čornovil. Někteří z nich byli souzeni na základě provokačních obvinění z pokusu o znásilnění, nezákonného držení zbraní, odporu proti policii a dalších nepolitických paragrafů trestního zákoníku Ukrajinské SSR. Na začátku 80. let se v Kučinském táboře na Urale k UGG připojili Litevec Viktoras Petkus a Estonec Mart Niklus.
V roce 1983 měla Ukrajinská Helsinská skupina 39 členů, z nichž 22 bylo uvězněno, a pouze 3 byli propuštěni z vězení. Ostatní byli v exilu nebo zemřeli. V roce 1985 se členem skupiny stal Petro Ruban.

## Perestrojka
V letech 1987-8, v období perestrojky a glasnosti, byli všichni věznění členové skupiny propuštěni. Po návratu na Ukrajinu organizaci obnovili a zvolili si nového vůdce, kterým se stal Levko Lukjanenko. Na 50tisícovém shromáždění ve Lvově 7 . 7 . 1988 bylo na jejím základě vyhlášeno vytvoření Ukrajinské Helsinské unie (UHU, Ukrainska Helsinska spilka), která se změnila na občanské sdružení. Dne 7. července 1988 vydala Unie Deklaraci zásad nového sdružení a zveřejnila stanovy. Cílem sdružení bylo prosazovat demokratické reformy na Ukrajině a dosáhnout ekonomické a politické suverenity Ukrajiny.
V následujícím roce sdružení revidovalo svůj program a činnost. Zapojilo se do voleb do Nejvyšší rady SSSR a do Nejvyšší rady Ukrajinské SSR. Organizovalo velké demonstrace proti represivním zákonům a opatřením a podílelo se na organizaci Lidového hnutí Ukrajiny (Ruch). Jeho pobočky v různých částech Ukrajiny zakládaly vlastní noviny: Ve Lvově založila tamní pobočka Holos vidrodzhennia a L'vivs'ki novyny, v Kyjevě Ekspres-khronika Ukraïns'koho visnyka, v Charkově Informatsiinyi biuleten a na Volyni Vil'na dumka. Když volby v roce 1990 na Ukrajině otevřely nové možnosti politické soutěže, bylo Ukrajinské helsinské sdružení nahrazeno Ukrajinskou republikánskou stranou. Organizace Ukrainian Helsinki Human Rights Union se nadále zabývá lidskoprávní agendou.
Na počest spolku v roce 2015 byla v Brovarech pojmenována ulice Helsinki Group Street.
Petro Porošenko vyznamenal členy Ukrajinské helsinské skupiny jako skutečné hrdiny.